# Le Tournoi d'orthographe
Le Tournoi d'orthographe est un Jeu télévisé diffusé sur France 3. Elle est présentée par Julien Lepers le 22 avril 2009, en juin 2010 par Cyril Féraud et Daniela Lumbroso, le 13 juin 2011 par Cyril Féraud. Des enfants sélectionnés dans des collèges devaient épeler des mots tirés au hasard.